# Anacréon
Pour les articles homonymes, voir Anacréon (homonymie).
Œuvres principales
- poèmes (fragments)

Anacréon (en grec ancien Ἀνακρέων / Anakréôn), né vers -550 à Téos, en Ionie, mort vers -464, est l'un des plus grands poètes lyriques grecs avec Alcée de Mytilène, Archiloque de Paros et Sappho. Il fut surnommé « Le chantre de Téos » et « Le vieillard de Téos ».

## Biographie
On en sait peu sur sa vie. Selon la tradition, il serait né à Téos, une ville ionienne sur les côtes d'Asie mineure. L'identité de son père reste sujet à discussion ; il y a quatre possibilités : Scythianos, Eumélos, Parthénios, ou Aristocritos.
Il s'exila, vers -540, pour Abdère quand Harpage, général de Cyrus le Grand, prit sa ville natale. Anacréon partit ensuite pour Samos, où il fut protégé par le tyran Polycrate, qu'il loue dans ses poèmes.
Lorsque la cour de Samos disparut et que Polycrate fut mort, en 522, Anacréon se rendit à Athènes, invité par le tyran Hipparque qui aurait dépêché une galère à cinquante rames spécialement équipée pour le chercher,. Là, il fréquenta le cercle d'artistes rassemblés par le tyran et les meilleures familles de la cité. Il se lia en particulier avec Simonide de Céos et Xanthippe, père de Périclès. Il célébra également la beauté de Critias, fils de Dropidès et héros du dialogue de Platon qui porte son nom. Entre autres gestes pour propager le savoir et l’instruction à Athènes antique, Hipparque fit inscrire des pensées et maximes sur les sculptures d'Hermès entre la cité et chaque dème, et attira Simonide de Céos ou encore Anacréon de Téos. Après la chute des Pisistratides, il regagna son Ionie natale.
Il serait mort à l'âge de 85 ans à Téos. Selon la tradition, il se serait étouffé avec un raisin sec, : « Aujourd'hui, même moins encore suffira pour te tuer : la morsure de la dent ténue d'un serpent, ou même, comme pour le poète Anacréon, un grain de raisin sec ; ou comme le préteur Fabius Senator, étouffé par un seul poil dans une gorgée de lait. » Simonide lui dédia deux épitaphes, Athènes érigea sa statue sur l'Acropole, et Tégée grava ses portraits sur sa monnaie.

## Œuvre
Anacréon se consacre principalement à la poésie amoureuse et à la poésie de banquet. Ainsi, la statue que lui consacrent les Athéniens le représente comme un poète inspiré par Dionysos. Le style d'Anacréon se caractérise par sa légèreté et son charme. Le vin est loué mais sans excès (« Dix mesures d'eau pour cinq de vin, voilà le bon mélange », frag. 11), l'amour doit également rester mesuré (« J'aime et je n'aime pas. Je suis fou et je ne suis pas fou », frag. 83). Ce style est rapidement connu sous le qualificatif d'« anacréontique ». On appelle ainsi Anacreontea des recueils de poèmes légers.
Il emploie des mètres variés ; les strophes les plus courantes sont composées de mètres glyconiens terminés par un mètre phérécratien, ou de mètres dits « anacréontiques », composés d'ioniques mineurs. Ce type de strophe rencontrera un très grand succès par la suite, chez les Grecs comme chez les Romains.

## Postérité
Anacréon et ses poèmes ont inspiré écrivains, musiciens, peintres et sculpteurs.

### Littérature
- Théocrite, consacre une épigramme à une représentation du poète, « Sur une statue d'Anakréôn [sic] »[6].
- Augustin Pajou a sculpté Anacréon arrachant une plume aux ailes de l’Amour conservé au Musée du Louvre et une terre cuite représentant Anacréon conservée au Musée Lambinet de Versailles.
- Pierre de Ronsard a écrit plusieurs odes inspirées d'Anacréon.
- Francisco de Quevedo a aussi son Anacréon espagnol (1609).
- Dans la troisième partie des Contes libertins de Jean de La Fontaine on trouve deux contes intitulés « Imitation d'Anacréon » et « Autre imitation d'Anacréon ».

### Musique
- Jean-Philippe Rameau a composé deux actes de ballets intitulés Anacréon sur deux livrets très différents : l'un de Louis de Cahusac : Anacréon (Rameau et Cahusac), en 1754; l'autre de Gentil-Bernard : Anacréon (Rameau et Gentil-Bernard), en 1757.
- The Anacreontic Song (1771) de John Stafford Smith de l'Anacreontic Society (société de musiciens britanniques) ; la mélodie de cette œuvre est utilisée dans l'hymne luxembourgeois, qui précède l'actuel « Ons Heemecht », et dans l'actuel hymne des États-Unis d'Amérique, « The Star-Spangled Banner ».
- Luigi Cherubini a également composé Anacréon ou l'Amour fugitif (1802).
- Leconte de Lisle a donné en 1869 une traduction célèbre des Odes anacréontiques, dont Gabriel Fauré, Albert Roussel (Odes anacréontiques op. 31 et op. 32) et Ethel Smyth ont repris certains poèmes pour les mettre en musique.
- Angèle Blot écrit la pièce pour harpe Sur sa lyre, mélodie grecque, ode d'Anacréon, opus 44 (1885), avec des paroles d'Auguste Lacaussade. Partition sur Gallica.
- Un Lied de Hugo Wolf (1860-1903), Anakreons Grab (« tombeau d'Anacréon ») sur un poème de Goethe qui rend hommage au poète grec.

### Peinture et sculpture

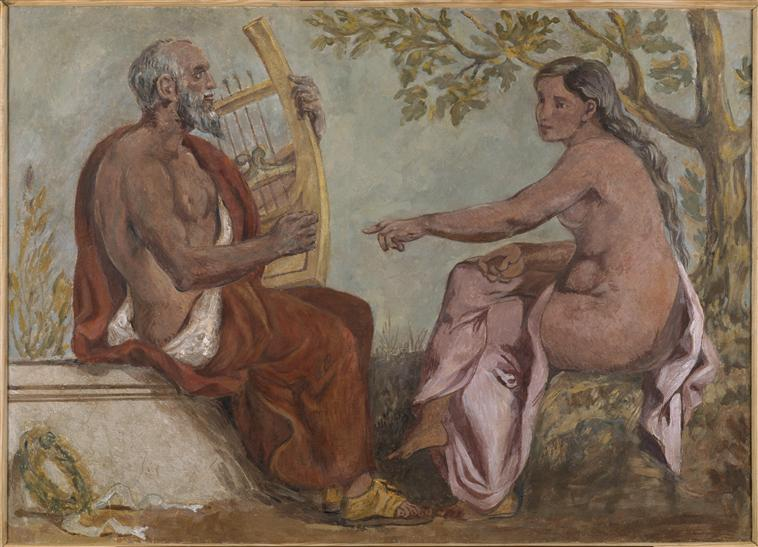
Anacréon et une jeune fille, peint par Eugène Delacroix en 1834.

- Mosaïque découverte en 1965 à Autun dans une villa romaine, représentant, entre autres personnages, Anacréon, avec en arrière-fond, un de ses poèmes[7],[8]. Conservée au musée Rolin.
- Eugène Delacroix est l'auteur d'Anacréon et une jeune fille, une fresque aujourd'hui au musée national Eugène-Delacroix, à Paris.
- Jean-Léon Gérôme a peint (1848) et sculpté (1881) Anacréon, Bacchus et l'Amour. La peinture est conservée au Musée des Augustins de Toulouse, la sculpture se trouve au musée Jean-Léon Gérôme à Vesoul.
- Eugène Guillaume a sculpté Anacréon en marbre, aujourd'hui au musée d'Orsay (1851).

### Autres
- Bertrand Barère, révolutionnaire, a été surnommé l’« Anacréon de la guillotine ».
- (2339) Anacréon, astéroïde découvert en 1960.
- Pierre Michon évoque le style anacréontique dans son roman Les Onze.
- Anacréon est également le nom d'une planète fictive, dans le Cycle de Fondation, série de romans de science-fiction d'Isaac Asimov.

## Galerie

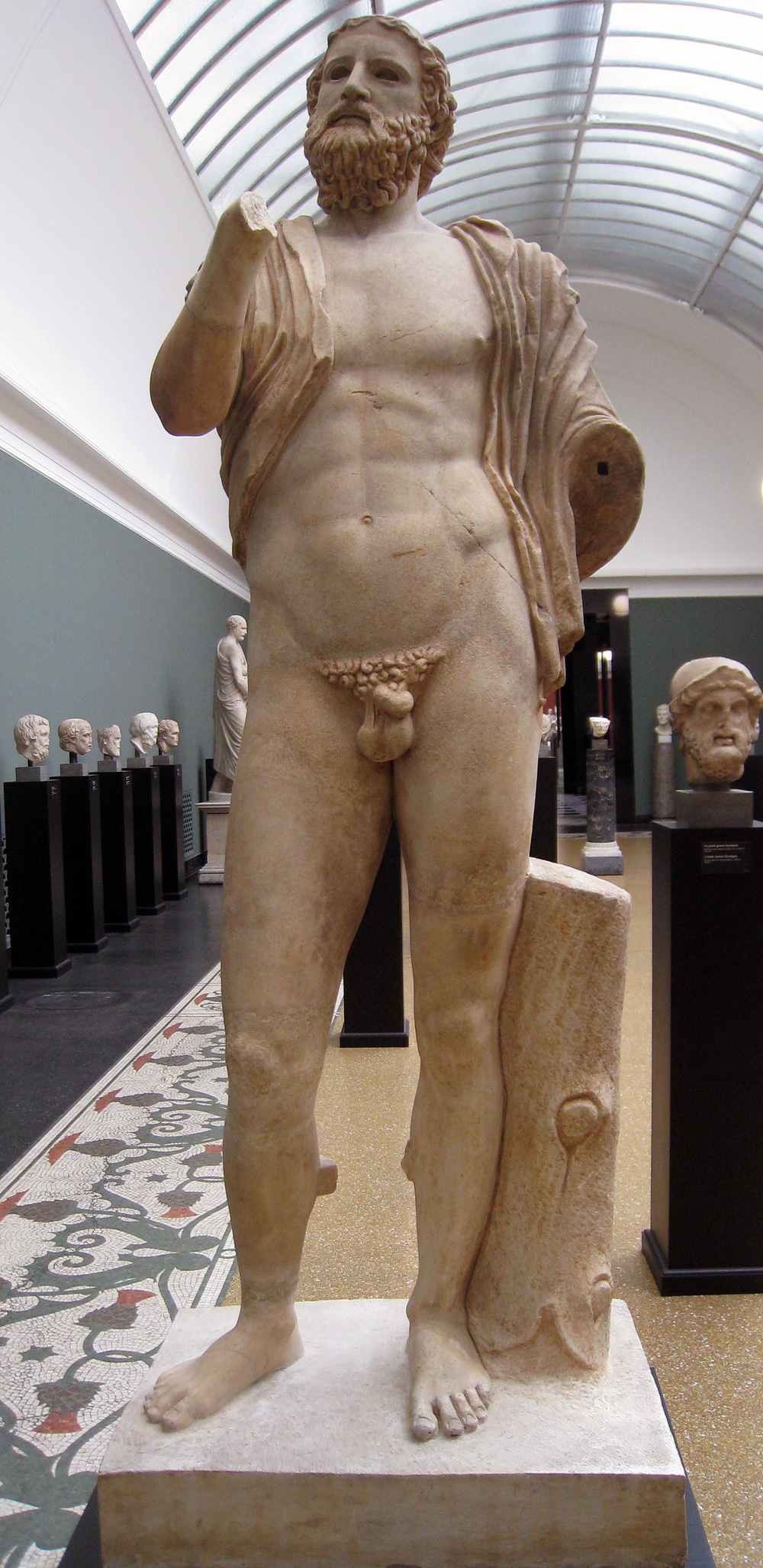
Statue à la Ny Carlsberg Glyptotek (Danemark).
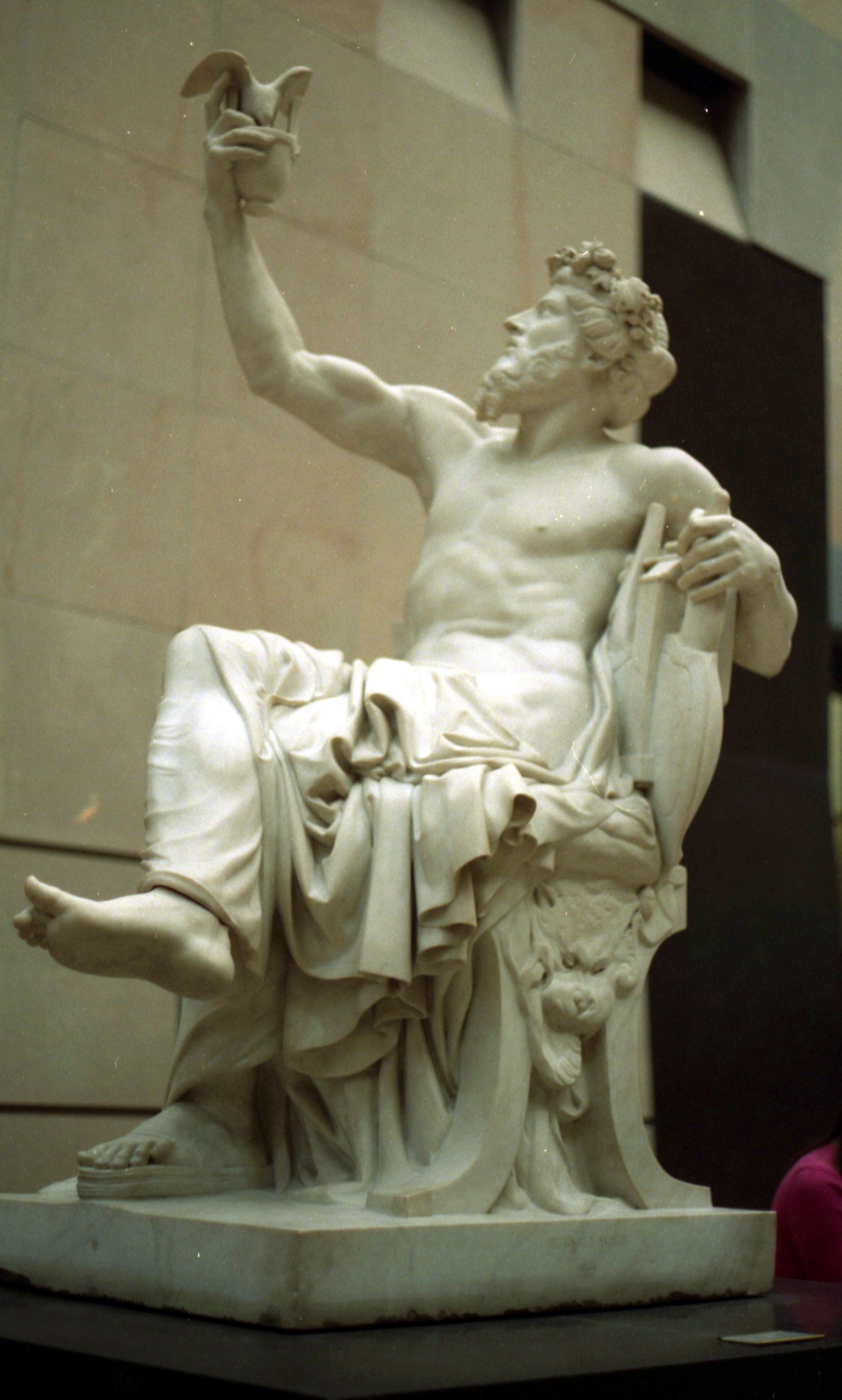
Statue au musée d'Orsay (France).
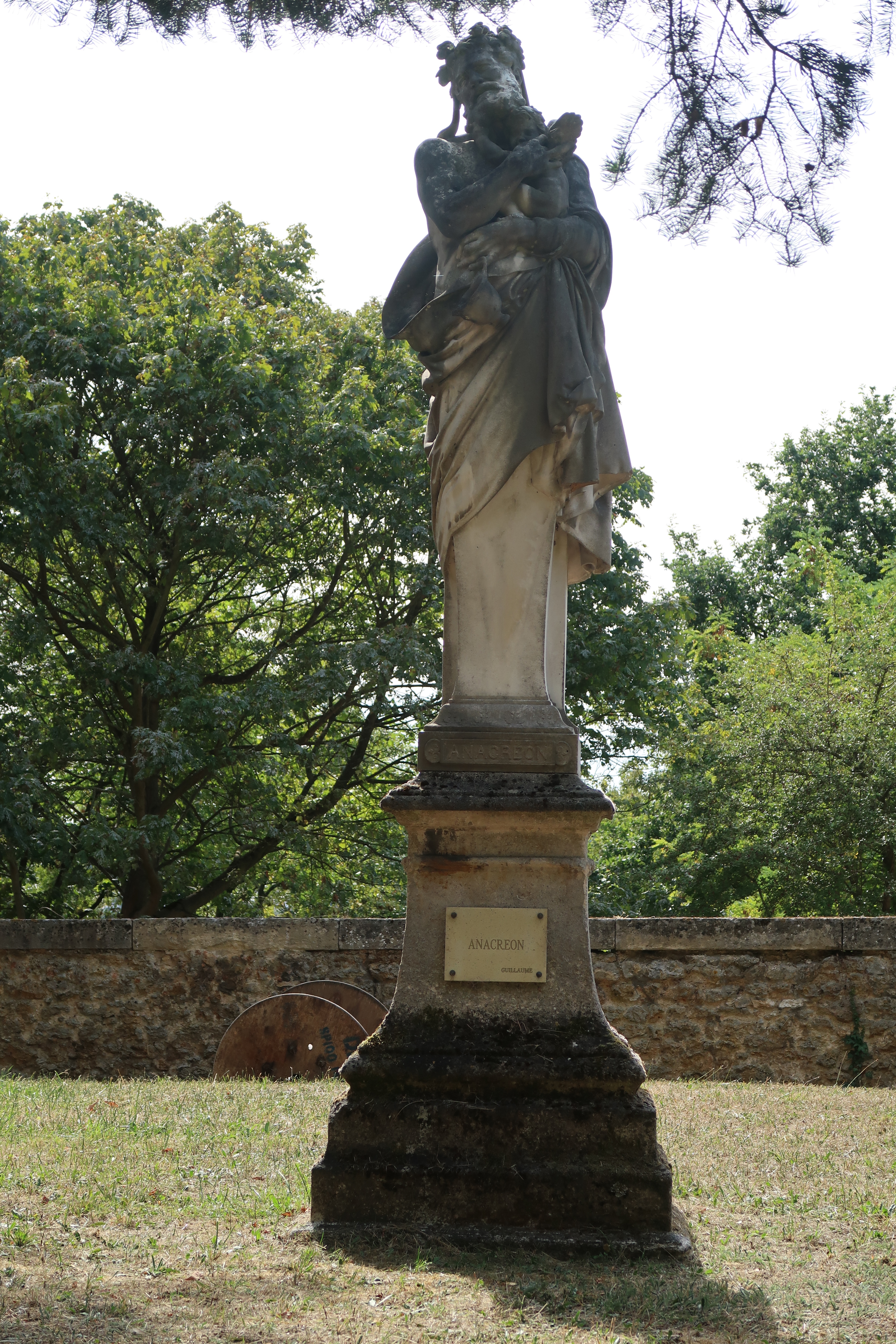
Statue d'Eugène Guillaume à la forteresse du Mont-Valérien (France)
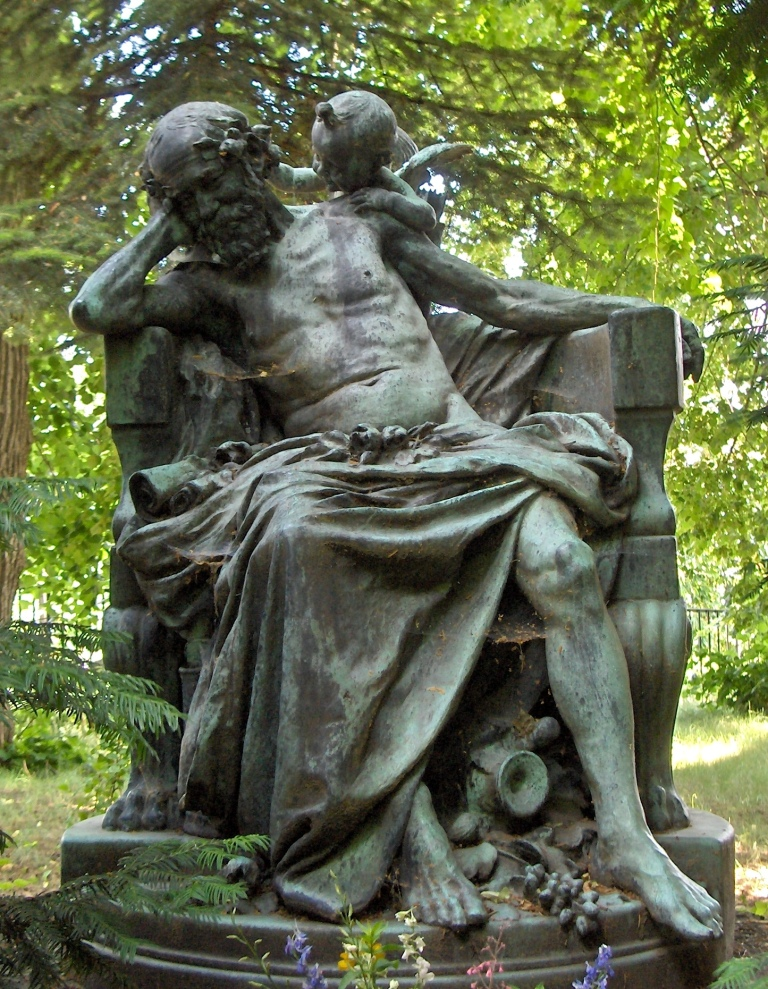
Statue à Budapest (Hongrie).
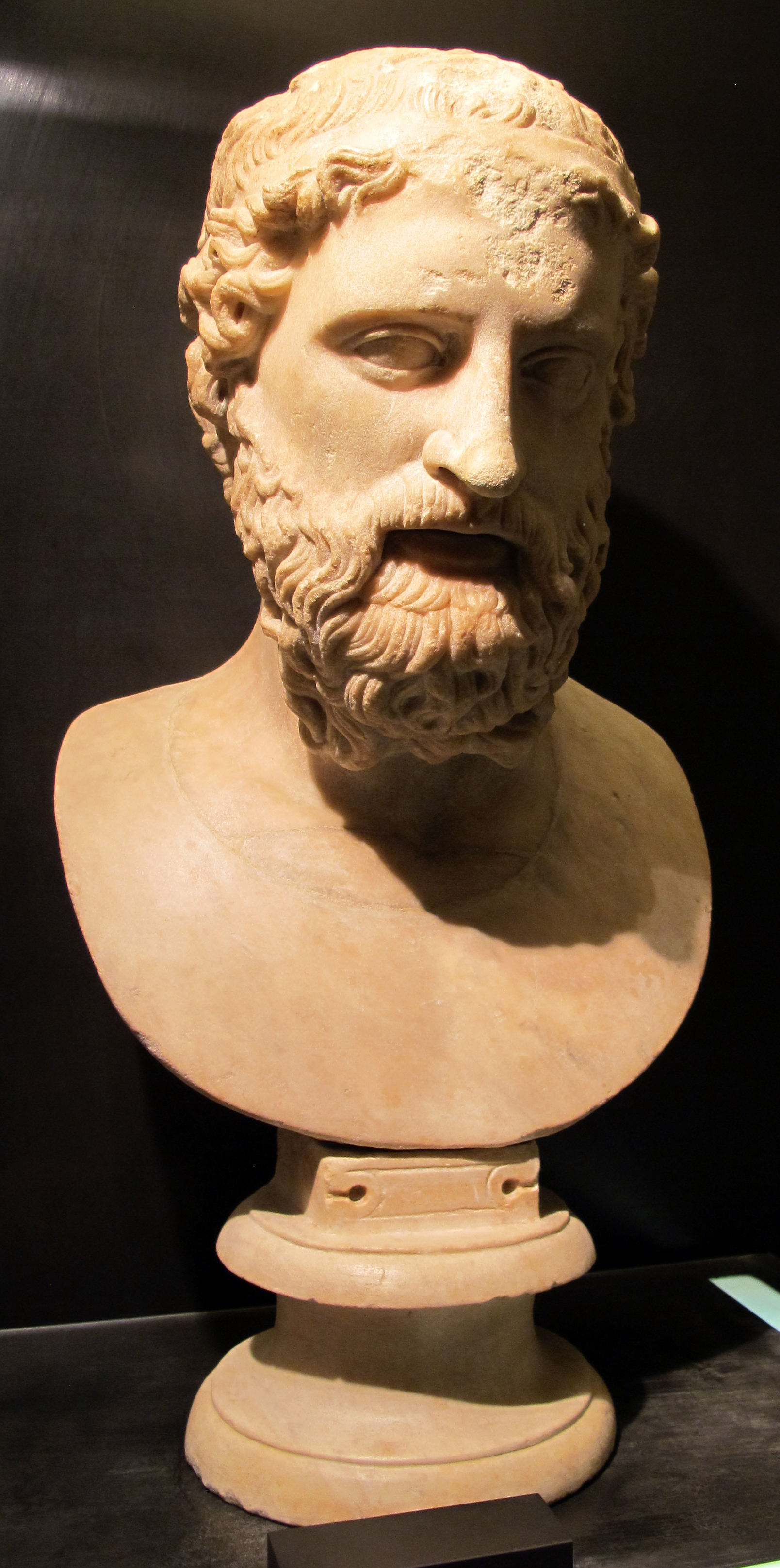
Buste au palais Medici-Riccardi (Italie)
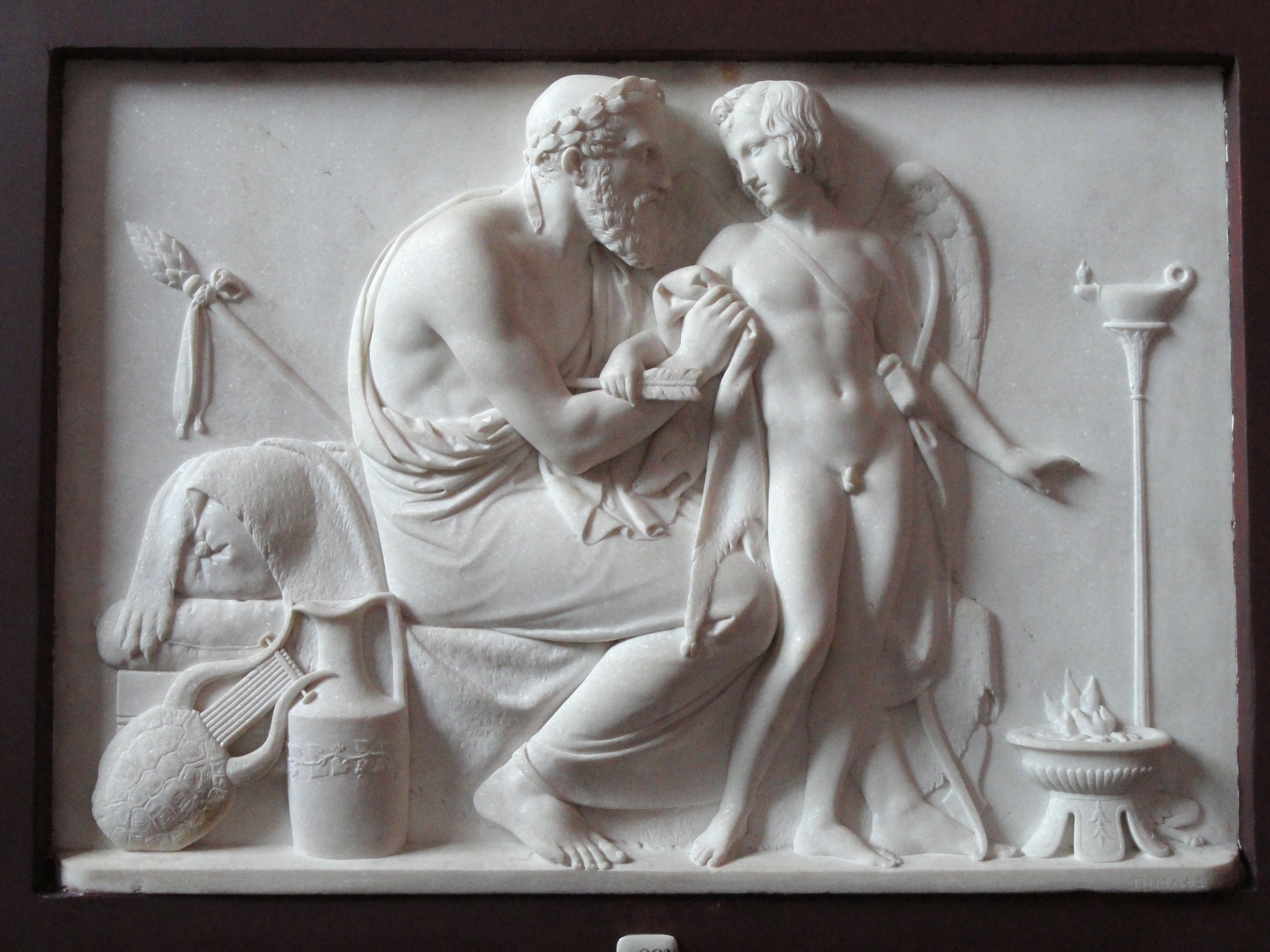
Bas-relief représentant Anacréon et Cupidon au musée Thorvaldsen (Danemark).
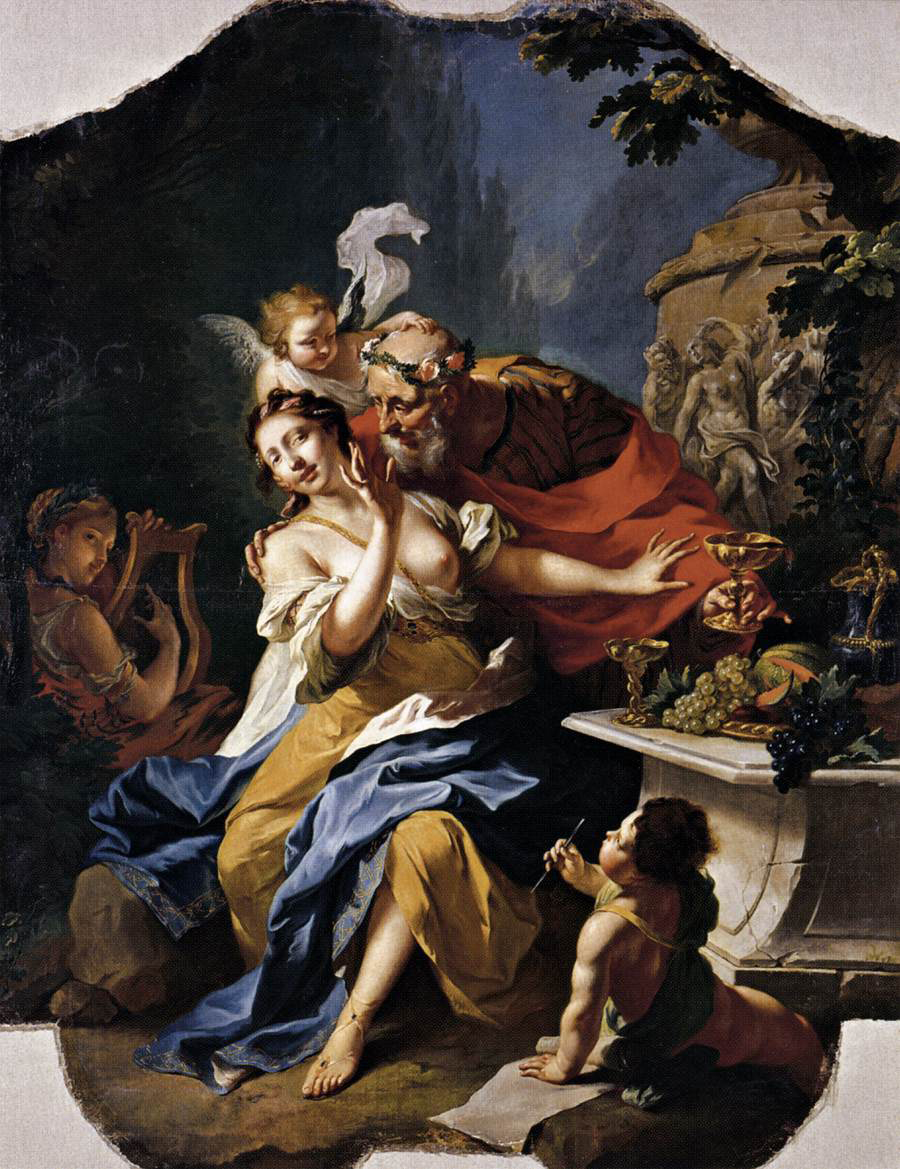
Toile de Johann Heinrich Tischbein (1754).